# Luci Eli Tuberó
Luci Eli Tuberó (en llatí Lucius Aelius Tubero) va ser un militar romà del segle i aC.
Era amic íntim de Ciceró, amb el que va servir a la guerra social. Després va servir amb el seu germà Quint Tul·li Ciceró com a llegat a Àsia. Estava emparentat amb Ciceró però no és clara la seva relació, si bé probablement estava casat amb una filla del germà del pare de Ciceró.
En esclatar la Segona guerra civil l'any 49 aC va abraçar la causa pompeiana i va rebre del senat la província d'Àfrica, que Publi Ati Var i Quint Ligari, que també eren del partit dels optimats, no li van voler entregar. Va anar amb Gneu Pompeu Magne a Grècia. Després del 48 aC Juli Cèsar el va indultar i va tornar amb el seu fill Quint a Roma.
Va cultivar la literatura i la filosofia. Ciceró diu que va escriure una història, i el filòsof Enesidem li va dedicar el seu llibre Discursos pirrònics.